# Orsotriaena mutata
Orsotriaena mutata är en fjärilsart som beskrevs av Butler 1875. Orsotriaena mutata ingår i släktet Orsotriaena och familjen praktfjärilar. Inga underarter finns listade i Catalogue of Life.